# 中華戰士
《中華戰士》（英語：Magnificent Warriors）是1987年香港動作間諜片，由鍾志文導演，楊紫瓊、吳耀漢和爾冬陞主演。
因為製作規模龐大，電影內有戰爭場面和香港電影少見的空戰拍攝，所以電影一共有四個拍攝組同時進行，包括鍾志文（第一組導演）、杜琪峯（第二組導演）、岑建勳（第三組導演）和爾冬陞（第四組導演）。

## 劇情
1930年代時期，不丹國卡爾城金將軍與日軍勾結，在城裏生產毒氣，中國派遣特務「天字第一號」和現代鏢局負責接出城主尤達。女鏢師阿瓊在愛慕尤達的金將軍女兒芊芊幫助下，意欲和尤達一起逃走，但「天字第一號」力主要破壞毒氣計劃，結果被抓。金將軍為救愛女，反過來幫助他們，與日軍開始一場大戰。
最後大佐因霍明明的解救，出計焚城並撒謊幫助全城人民脱困。

## 演員
- 楊紫瓊 飾 霍明明
- 爾冬陞 飾 王小鳳，特務天字第一號
- 吳耀漢
- 盧冠廷
- 劉芊蒂
- 張翼
- 松井哲也
- 黃正利

## 外部連結
- 香港影庫上《中華戰士》的資料（繁體中文）
- 豆瓣电影上《中華戰士》的資料 （简体中文）
- 时光网上《中華戰士》的資料（简体中文）
- 互联网电影数据库（IMDb）上《中華戰士》的资料（英文）
- Box Office Mojo上《中華戰士》的资料（英文）
- 爛番茄上《中華戰士》的資料（英文）
- AllMovie上《中華戰士》的资料（英文）